# Steve DiStanislao
Steve DiStanislao (* 18. listopadu 1963 Orange County, Kalifornie) je americký studiový bubeník. Spolupracoval s více známými hudebníky, jako jsou např. Kenny Loggins, Joe Cocker, Phil Manzanera, Joe Walsh nebo skupina Davida Crosbyho CPR, kde kromě bubnování také zpívá a podílí se na tvorbě skladeb. V roce 2006 se zúčastnil turné kytaristy Davida Gilmoura k jeho sólovému albu On an Island. Z těchto koncertů vznikl videozáznam Remember That Night a živé CD s bonusovým DVD Live in Gdańsk. Později hrál i na jeho čtvrtém albu Rattle That Lock (2015), zúčastnil se souvisejícího turné a podílel se na jeho pátém albu Luck and Strange (2024).